# رام، گنگا تو ناپاک است
رام، گنگا تو ناپاک است (به هندی: Ram Teri Ganga Maili) فیلمی محصول سال ۱۹۸۵ و به کارگردانی راج کاپور است. در این فیلم بازیگرانی همچون راجیو کاپور، مانداکینی، دیویا رانا، سعید جعفری، کولبوشان کارباندا، یاش پاندیت، راضا مراد، ای. کی. هانگال ایفای نقش کرده‌اند.